# إبراهيم بن عاصم العقيلي
إبراهيم بن عاصم الخفاجي العقيلي ( - 743م) هو قائد عسكري أموي ووالي سجستان في عهد هشام بن عبد الملك.

## سيرته
ولد إبراهيم بن عاصم الخفاجي العقيلي في الجزيرة الفراتية، وينتمي إلى قبيلة بني خفاجة من بني عقيل من قيس عيلان. خدم كقائد في خراسان ضد الترك تحت قيادة عاصم بن عبد الله الهلالي، ثم مع أسد بن عبد الله القسري، وقاد قطار الأثقال في يوم الأثقال في 30 سبتمبر 737م والتي هُزم فيها الجيش الأموي.
عينه والي العراق يوسف بن عمر الثقفي واليًا على سجستان. وعند وصوله إلى ولايته في يوليو 738م، أمره يوسف بالقبض على عبد الله بن أبي بردة واستولى على ممتلكاته، وسجنه وأرسله إلى العراق حيث قتله يوسف. توفي إبراهيم في منصبه عام 743م.
كان إبراهيم من كرماء الناس، فقال فيه علكم بن مهير العقيلي: